# Rubus caudifolius
Rubus caudifolius là loài thực vật có hoa trong họ Hoa hồng. Loài này được Wuzhi miêu tả khoa học đầu tiên năm 1979.